# 建康县
建康县，是六朝时期的县，位于今南京市。太康二年（281年）分秣陵县秦淮河北为建业县，次年改称建邺县，建兴元年（313年）八月避司马邺讳改称建康县。属丹阳郡，置六部尉。隋灭陈后并入江宁县。